# Delbarhet

Delbarheten av 60.

Ett heltal {\textstyle a} är delbart med ett annat heltal {\textstyle b} om det finns ett heltal {\textstyle k} så att {\textstyle a=b\cdot k}. Man säger också att "{\textstyle b} är en delare (eller divisor) i {\textstyle a}" eller att "{\textstyle b} delar {\textstyle a}". I dagligt tal säger man att {\textstyle a} är jämnt delbart med {\textstyle b}.
Att {\textstyle b} delar {\textstyle a} skrivs ofta {\textstyle b|a}.

## Skillnad mellan delbarhet och division
Delbarhet är en matematisk relation och bör inte sammanblandas med operationen "delat med", division. Utsagan
{\displaystyle 3|6}
är en sann utsaga, därför att det finns minst ett heltal, nämligen talet 2, som multiplicerat med 3 ger produkten 6. Uttrycket
{\displaystyle {\frac {6}{3}}}
har värdet 2, därför att 2 är det enda tal som multiplicerat med 3 ger produkten 6. Likaså är utsagan
{\displaystyle 0|0}
en sann utsaga, därför att det finns minst ett heltal (exempelvis talet 2867) som multiplicerat med 0 ger produkten 0. Däremot har uttrycket
{\displaystyle {\frac {0}{0}}}
inte något definierat värde. Division med noll som nämnare är inte definierat; men delbarhet med 0 som delare är helt accepterat.

## Exempel
- {\textstyle 5|15}, eftersom {\textstyle 15=3\cdot 5}
- {\textstyle (-5)|15}, eftersom {\textstyle 15=(-3)\cdot (-5)}
- {\textstyle b|0} för alla {\textstyle b}, eftersom {\textstyle 0=b\cdot 0}
- {\textstyle a|a} för alla {\textstyle a}, eftersom {\textstyle a=a\cdot 1}

## Egenskaper
Enkla satser om delbarhet (gäller för alla heltal {\textstyle a}, {\textstyle b}, {\textstyle c}):
- Om {\textstyle a|b}, så {\textstyle a|bc} [2]
- Om {\textstyle c|a} och {\textstyle c|b}, så {\textstyle c|(ax+by)} för alla heltal x och y [2]
- Om {\textstyle a|b} och {\textstyle b|c}, så {\textstyle a|c} [2]

Om {\textstyle a} och {\textstyle b} är positiva heltal och {\displaystyle a|b}, så är värdet av uttrycket {\displaystyle {b \over a}} ett positivt heltal, och {\displaystyle {b \over a}|b}.
Detta medför att {\textstyle b} har ett udda antal positiva delare om och endast om {\displaystyle {b \over a}=a} för något positivt heltal {\textstyle a}, alltså om och endast om {\textstyle b} är en heltalskvadrat.
Om {\textstyle a} är ett heltal större än 1 och vars enda delare är {\textstyle \pm 1} och {\textstyle \pm a} sägs {\textstyle a} vara ett primtal.